# Serafín Moralejo
Serafín Moralejo Álvarez (Santiago de Compostela, 31 de octubre de 1946 -  Ibíd., 10 de agosto de 2011) fue un destacado historiador del arte, de los más importantes expertos en escultura románica y, en particular, en el Pórtico de la Gloria. Su obra es un referente para cualquier estudio sobre arte en los caminos de peregrinación a Santiago de Compostela y también sobre la historia arquitectónica y decorativa de las tres fachadas de la Catedral de Santiago.

## Biografía
Es hijo del latinista y lingüista zamorano Abelardo Moralejo Laso. Se graduó en 1968, a los 22 años de edad, en la facultad de Filosofía y Letras de la Universidad de Santiago de Compostela. En 1969 ya impartía clases de historia en la misma facultad.
En 1978 obtuvo la cátedra en Historia del Arte Antiguo y Medieval, cátedra que ocupó hasta que se convirtió en el primer catedrático español fichado por la Universidad de Harvard. En 1993 ocupó el puesto de catedrático en dicha universidad hasta 1998, cuando una enfermedad neurológica degenerativa le hizo regresar a Galicia y abandonar toda actividad intelectual hasta su muerte en 2011.
El catedrático y alumno suyo Manuel Castiñeiras definió así la visión de Serafín Moralejo sobre el Camino: 

Para muchos investigadores y amantes del Camino de Santiago, el Prof. Moralejo representaba una manera de concebir la ruta jacobea que no entendía de “fronteras” geográficas, políticas o intelectuales, ya que para él, tal y como tantas veces había repetido en conferencias y clases, el Camino había sido no sólo la “calle mayor” del Norte de España entre los siglos XI y XII sino también un gran taller del arte románico entre 1075 y 1125. Por ello, ya a inicios de los años 90, poco antes de su marcha a los EE.UU, el ilustre investigador gallego veía con preocupación el fraccionamiento del Camino Francés en entes autónomos, la atomización localista de su estudio, la invención de nuevas rutas o ramales en función de intereses políticos o turísticos y, sobre todo, la pérdida de una visión global de la ruta jacobea basada en su base histórica y en su trascendencia artística.

Fue profesor de tesis doctoral de investigadores como: Manuel Castiñeiras, Beatriz Mariño, Margarita Vila da Vila, Rocío Sánchez Ameijeiras, Carmen Manso, Matilde Mateo y Francisco Prado-Vilar, los cuales retomaron o desarrollaron muchas de sus propuestas.

## Obra
La mayoría de su obra está compuesta por artículos que posteriormente fueron recopilados en una publicación titulada 'Patrimonio artístico de Galicia y otros estudios. Homenaje al Prof. Serafín Moralejo Álvarez'.
Sus estudios abarcaron el arte románico y el gótico. Descubrió la fuente de la que partía uno de los principales estilos del arte hispano-languedociano de fines del siglo XI. Realizó estudios del programa iconográfico de varias iglesias y catedrales (Tuy, Santiago de Compostela, León y Jaca). Así mismo, estudió las miniaturas del beato de Burgo de Osma e identificó y reconstruyó el mapa inspirado en las ilustraciones de los beatos de San Pedro de Rocas. También se interesó por el contenido literario en el arte medieval, prueba de ello son los estudios sobre los relieves de temática artúrica en las antiguas columnas de la puerta norte de la Catedral de Santiago o la relación de la iconografía del Pórtico de la Gloria con la obra teatral litúrgica Ordo Prophetarum.
Fue comisario en 1993 de la exposición 'Santiago, Camino de Europa. Culto y cultura en la Peregrinación a Compostela', celebrada en el Monasterio de San Martín Pinario, del que publicó, junto con Fernando López Alsina, un catálogo de 557 páginas y 166 fichas.
En 2004, se publicaron sus libros 'Iconografía gallega de David y Salomón' y  'Formas elocuentes. Reflexiones sobre la  teoría de la representación', obras escritas en 1978 pero que no habían sido publicadas.